# Frente Navarro Independiente
El Frente Navarro Independiente fue una agrupación electoral española, coalición de treinta y seis personas, sin dependencia política, de ámbito navarro, creada en febrero de 1977, con el fin de concurrir a las elecciones generales españolas de 1977 por la circunscripción de Navarra.

## Historia
No era propiamente un partido político, sino, tal y como ellos se definían, «una coalición de demócratas navarros, sin dependencia política de nadie». Se trataba en realidad de un grupo de notables, donde figuraban, según el informe del gobernador, personas de tendencias políticas tan dispares como «socialistas, nacionalistas, carlistas, regionalistas, progresistas, liberales, conservadores y otras sin calificar».
Su principal impulsor fue el exalcalde de Pamplona y exdiputado Miguel Javier Urmeneta. Otros destacados promotores fueron José Ángel Zubiaur, antiguo dirigente de la Comunión Tradicionalista, y Tomás Caballero, alcalde accidental de Pamplona, que sería el cabeza de lista al Congreso y Víctor Manuel Arbeloa, que se presentó como candidato al Senado. Otros integrantes a destacar son Ana María Marín, Honorio Taberna, Ignacio Irazoqui, Amadeo Sánchez de Muniáin.
Su principal referente electoral era el sacerdote navarro Víctor Manuel Arbeloa, que se presentó como candidato al Senado, en tanto que Tomás Caballero, que había sido alcalde de Pamplona durante la Transición, fue el cabeza de lista al Congreso.

## Propuestas
Si bien no tenía una ideología dada la disparidad de sus integrantes, sus propuestas eran principalmente navarristas (defensora del régimen foral de Navarra). La coalición demandó la reintegración foral.
En el programa de cinco puntos presentados en esas elecciones se indica temas como:
1. Amnistía y reconocimiento y promoción de todas las libertades individuales y colectivas.
2. Profunda transformación del sistema capitalista: Reestructuración de la empresa con la participación de los trabajadores en decisiones y control.
3. Transformación social sin violencia ni totalitarismos.
4. Los fueros, libertades para vivir como pueblo y garantía de administración con igualdad, transparencia y participación.
5. Solidaridad con otros pueblos.

El FNI se mostró a favor de la democracia y de las libertades. También reivindicó la plena reintegración foral, con la abolición de las leyes de 1839 y 1841 («la anulación de la mal llamada Ley Paccionada»). En su programa electoral de abril insistían en que:

«El Fuero -derechos y libertades irrenunciables- es mucho más que la Ley Paccionada. Navarra habrá de recuperar las instituciones y facultades anteriores a aquella ley, ajustadas a las necesidades de nuestro tiempo. Conservará su personalidad histórica dentro del conjunto de Euskalerría, al que se vinculará en la forma que el pueblo navarro determine»

## Resultados electorales
El Frente Navarro Independiente obtuvo unos discretos resultados: 10 606 votos (0,06 % en el total nacional; 4,1 % en Navarra) al Congreso de los Diputados (quedando en séptimo lugar de las candidaturas que se presentaban en Navarra), mejorando los resultados en el Senado (Víctor Manuel Arbeloa, su principal candidato electoral, obtuvo 25 618 votos).
Tras éste fracaso electoral la agrupación se disolvió integrándose varios de sus miembros en otros partidos, como fueron los casos de Víctor Manuel Arbeloa, que se afilió al PSOE (aunque posteriormente lo abandonó para situarse en la órbita de UPN[cita requerida]), de Tomás Caballero, que se unió al Partido Reformista Democrático y más tarde a UPN, siendo asesinado por ETA en 1998, o de José Ángel Zubiaur, que en 1979 participó en la fundación de UPN.